# إدغار تيكسيرا
إدغار تيكسيرا (بالبرتغالية: Edgar Jesus Pereira Oliveira Teixeira‏) هو لاعب كرة قدم برتغالي في مركز الوسط، ولد في 1 ديسمبر 1989. شارك مع منتخب ماكاو لكرة القدم. أما مع النوادي، فقد لعب مع نادي بنفيكا دي ماكاو.

## وصلات خارجية
- إدغار تيكسيرا على موقع قاعدة بيانات كرة القدم.إي يو (الإنجليزية)
- إدغار تيكسيرا على موقع ناشيونال فوتبول تيمز (الإنجليزية)
- إدغار تيكسيرا على موقع Soccerway.com (الإنجليزية)